# 渡口豹蛛
渡口豹蛛（学名：Pardosa dukouensis）为狼蛛科豹蛛属的动物。在中国大陆，分布于山西等地。该物种的模式产地在山西。